# Albert Peter Johann Krüger
Albert Peter Johann Krüger (* 17. November 1810 in Altona; † 15. September 1883 in Hamburg) war zunächst ein deutscher Schauspieler, später Schriftsteller und Dichter. Ab 1855 war er Redakteur der Literatur-Zeitung Amicitia und Fidelitas, die ab 1862 unter dem Titel Hamburger Novellenzeitung erschien.

## Werke
- Volkserzählungen. Eine Sammlung von Original=Novellen, Erzählungen und Charakterzeichnungen. Siegen und Wiesbaden, Friedrich, 1843–1844. Unter seinem Pseudonym "Freimund Volkmann" erschienen.
- Westphälische Volkssagen und Erzählungen für jung und alt. 2. Auflage, Wiesbaden, 1855
- [anonym]: Hamburger Novellen. Dritter Band, Hamburg 1857. Achter Band, Hamburg 1859 (Digitalisat).
- Original-Polterabendscherze: Jüdisch, plattdeutsch, hochdeutsch. Altona, 1868.
- Th. Gaßmann, I. Krüger: Aus der Franzosenzeit: Zeitbild in fünf Acten; nach Fritz Reuter's „Ut de Franzosentid“ frei bearbeitet. Berlin: Bloch, 1870
- Hanne Nüte un de lütte Pudel: Charakterbild in drei Aufzügen (neun Bildern) nach Fritz Reuter. Leipzig : Reclam, 1887
- Heinrich Schacht, Albert Peter Johann Krüger: De plattdütsche Pulterobend: För vergneugte Lüüd. Hamburg: Steudel u. Hartkopf, 1902.
- Der Declamator. Ernst und Scherz. Zur Unterhaltung in geselligen Kreisen. Ackermann & Wulff, Hamburg 1856–1869.